# 船町 (大阪市)
船町（ふなまち）は、大阪府大阪市大正区にある町名。現行行政地名は船町一丁目および船町二丁目。2019年（平成31年）3月31日現在の人口は、0人である。

## 地理
大正区の南部に位置し、町内全体の周囲が湾や運河に囲まれている。ここはかつて、木津川飛行場があって、1923年（大正12年）に開港したが、1939年（昭和14年）に移転に伴い、閉鎖。現在、船町周辺は主に、製造業が多く占めている。

## 学区
市立小・中学校に通う場合、学区は以下の通りとなる。なお、小学校・中学校入学時に学校選択制度を導入しており、通学区域以外に大正区の小学校・中学校から選択することも可能。
| 丁目       | 番   | 小学校                 | 中学校               |
| ---------- | ---- | ---------------------- | -------------------- |
| 船町一丁目 | 全域 | 大阪市立南恩加島小学校 | 大阪市立大正西中学校 |
| 船町二丁目 | 全域 | 大阪市立南恩加島小学校 | 大阪市立大正西中学校 |

## 事業所
2016年（平成28年）現在の経済センサス調査による事業所数と従業員数は以下の通りである。
| 丁目       | 事業所数 | 従業員数 |
| ---------- | -------- | -------- |
| 船町一丁目 | 21事業所 | 1,051人  |
| 船町二丁目 | 9事業所  | 636人    |
| 計         | 30事業所 | 1,687人  |

## 施設
- 日立造船 築港工場
- 中山製鋼所
- ロジポート大阪大正

## その他

### 日本郵便
- 〒551-0022[3]（集配局：大正郵便局[8]）